# Ingo Freyer
Ingo Freyer (Wedel, 7 febbraio 1971) è un allenatore di pallacanestro ed ex cestista tedesco.

## Carriera
Con la Germania ha disputato i Campionati europei del 1995.

## Palmarès
- Coppa Korać: 1

Alba Berlino: 1994-95